# Pedro Poveda Castroverde

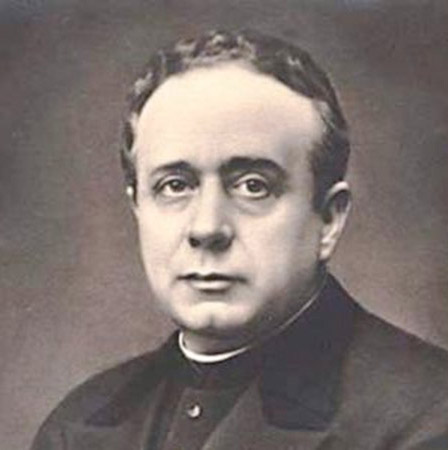
Pedro Poveda Castroverde

Pedro Poveda Castroverde (* 3. Dezember 1874 in Linares, Spanien; † 28. Juli 1936 in Madrid, Spanien) war ein spanischer Priester, Ordensgründer und Märtyrer. Er wird in der katholischen Kirche als Heiliger verehrt.
Castelroverde empfing 1897 die Priesterweihe und gründete Schulen und Werkstätte für bedürftige Kinder und Erwachsene.
1911 rief er die Theresianische Institution der Teresa ins Leben, die 1924 päpstlich anerkannt wurde. 1913 wurde er zum Kanoniker und zum Professor in der Lehrerausbildung ernannt. Ab 1921 war als Kaplan am Königshof in Madrid tätig. Während des Spanischen Bürgerkrieges wurde er nach der Feier einer Heiligen Messe verhaftet und umgebracht.
Castroverde wurde von Papst Johannes Paul II. 1993 selig- und 2003 in Madrid heiliggesprochen.